# Ben Villaflor
Ben Villaflor est un boxeur philippin né le 10 novembre 1952 à Zamboanga.

## Carrière
Passé professionnel en 1966, il devient champion du monde des poids super-plumes WBA le 25 avril 1972 après sa victoire aux points contre Alfredo Marcano. Battu par Kuniaki Shibata le 12 mars 1973, Villaflor prend sa revanche le 17 octobre suivant puis conserve sa ceinture jusqu'au 16 octobre 1976, date à laquelle il s'incline contre Samuel Serrano. Il met alors un terme à sa carrière sur un bilan de 56 victoires, 6 défaites et 6 matchs nuls.

## Référence
1. ↑  (en) 1972-04-25 Ben Villaflor w pts 15 Alfredo Marcano, Blaisdell Centre, Honolulu, Hawaii - WBA